# Lukasmarkt
Der Lukasmarkt in Mayen (mundartlich auch Lauksmaat) ist ein traditionelles Volksfest. Es findet seit 1405 jährlich in der Mayener Innenstadt statt. Jahr für Jahr wird der Markt von hunderttausenden Besuchern aus der ganzen Welt besucht.

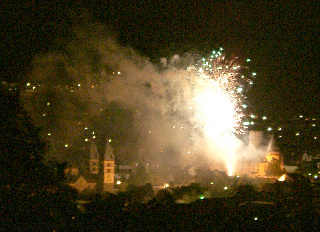
Lukasmarkt Abschlussfeuerwerk 2003

## Geschichte
Im Jahre 1405 wurde der Name des im Laufe der Jahrhunderte traditionell und bekanntgewordenen Lukasmarktes in Mayen geprägt. Kurfürst Werner von Falkenstein verlegte am 24. Juli 1405 die bis dahin an Marienfeiertagen abgehaltenen drei Jahrmärkte auf andere Termine und somit den Lukasmarkt auf den Sonntag nach Lukas. Aus der Verlegung ergibt sich aber auch, dass schon vordem in Mayen Märkte abgehalten wurden. Mit der Verleihung der Stadtrechte im Jahre 1291 durch König Rudolf von Habsburg erhielt die Stadt Mayen auch das Marktrecht. Als Marktort hatte Mayen schon im Mittelalter große Bedeutung. Mayen war bereits zu dieser Zeit als Kreuzungspunkt mehrerer Hauptverkehrsstraßen und seiner schon vorrömischen Mühlsteinindustrie ein zentraler und gegebener Umschlagplatz für die ländlichen handwerklichen Erzeugnisse. Der Lukasmarkt heute besteht aus einer Vielzahl von Bereichen.

### Vorfälle
Im Jahre 2004 musste der Freifallturm der Firma Kipp & Sohn bereits am ersten Spieltag wegen einer Störung geschlossen werden und konnte auch trotz anreisender Techniker bis zum letzten Markttag nicht wieder geöffnet werden. Da sich der Freifall den ganzen Markt über im Leerlauf befand, entstanden für den Schausteller erhebliche Kosten (Energie, Personal).

## Daten und Fakten

### Größe
Der Lukasmarkt wird auch als größtes Volksfest im nördlichen Rheinland-Pfalz bezeichnet. Jedes Jahr kommen je nach Wetter 250.000 bis 300.000 Besucher aus aller Welt in die Eifelstadt.
Besucherzahlen:
| Jahr | Termin              | Besucher    |
| ---- | ------------------- | ----------- |
| 2004 | 16. Okt. – 24. Okt. | 270000      |
| 2005 | 15. Okt. – 23. Okt. | über 300000 |
| 2013 | 12. Okt. – 20. Okt. |             |

### Zeit
Der Lukasmarkt dauert in der Regel 9 Tage (von Samstag bis zum übernächsten Sonntag) und endet traditionell mit einem großen Abschlussfeuerwerk, das auf der Genoveva-Burg stattfindet.
Zum Termin des Lukasmarkt gilt die Faustregel: "Der Namenstag des heiligen Lukas (18. Oktober) muss in der Veranstaltungswoche liegen (frühester Termin 10.–18.10., spätester Termin 16.–24.10)

### Feuerwerk
Mit einem ausgezeichneten Bodenfeuerwerk, das am zweiten Sonntag um 20:00 Uhr von der Genovevaburg abgeschossen wird, findet ein letzter Höhepunkt in der Lukasmarktwoche statt.

### Kritik
Oberbürgermeister Wolfgang Treis (Bündnis 90/Die Grünen) stellte beim Lukasmarkt 2019 infrage, ob das Feuerwerk ab 2020 wie gewohnt stattfindet oder ab dann durch eine gleichermaßen sehenswerte Attraktion ersetzt wird.

## Bereiche
Der Lukasmarkt wird seit langer Zeit in verschiedene Bereiche eingeteilt, dies sind u. a.

### Vergnügungspark

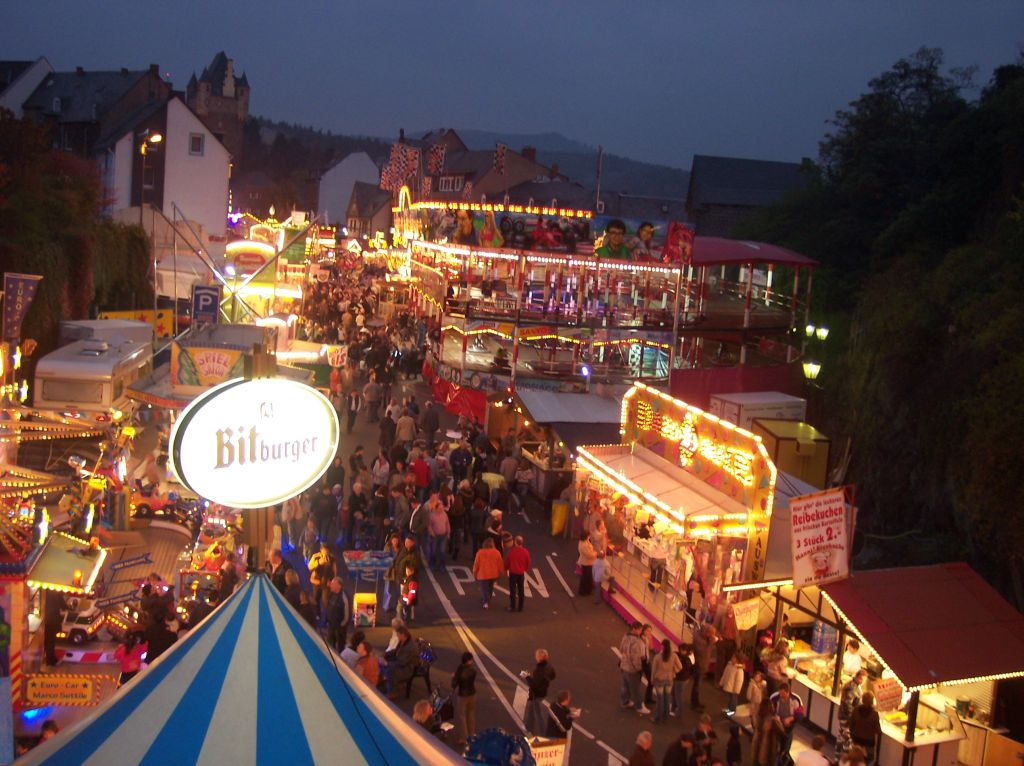
Lukasmarkt 2006 am Boemundring

Der Vergnügungspark wird seit Jahren auf dem Marktplatz und auf der für den in der Zeit des Lukasmarktes abgesperrten Teil des Boemundrings aufgebaut, sowie des Burgfriedens und dem Platz vor der Herz-Jesu-Kirche aufgebaut.

### Krammarkt
Ca. 200 Krammarkthändler präsentieren in den Fußgängerzonen rund um den Marktplatz ihre Waren. 1996 wurde erstmals eine Verbindungsstraße zwischen dem Hauptvergnügungspark auf dem Marktplatz und dem Vergnügungspark am Neutor mit Krammarkthändlern besetzt. So entsteht ein „Rundlauf“.

### Pferdemarkt
Traditionell wird dienstags auf dem Viehmarktplatz in der Polcher Straße ein Pferdemarkt abgehalten. Das Programm zeigt einen Überblick über die große Pferdewelt.

### Schafmarkt
Einen Tag nach dem Pferde- und Viehmarkt findet auf dem gleichen Gelände der in Rheinland-Pfalz einzige Schafsmarkt statt, bei dem jährlich wechselnd eine Gebrauchtherdenschau bzw. eine Herdbuchschau durchgeführt wird, wobei die Sieger durch Preisrichter prämiert werden.

## Fahrgeschäfte und Schausteller
Bereits im Dezember des Vorjahres sucht die Marktleitung aus rund 500 Bewerbungen der Fahrgeschäfte die attraktiven Neuheiten aus. Neben den Fahrgeschäften sind jedes Jahr auch Schausteller auf dem Lukasmarkt vertreten, z. B. Bier-Pavillons, Süßwarenhändler, Schieß- und Wurfbuden sowie Korb- und Porzellanhändler.
Zu den wiederkehrenden Fahrgeschäften gehören unter anderem Autoscooter, Break Dance, ein Kettenkarussell und viele weitere. Außerdem sind zahlreiche Schausteller und Geschäfte alljährlich vertreten.